# Gens Bournarel

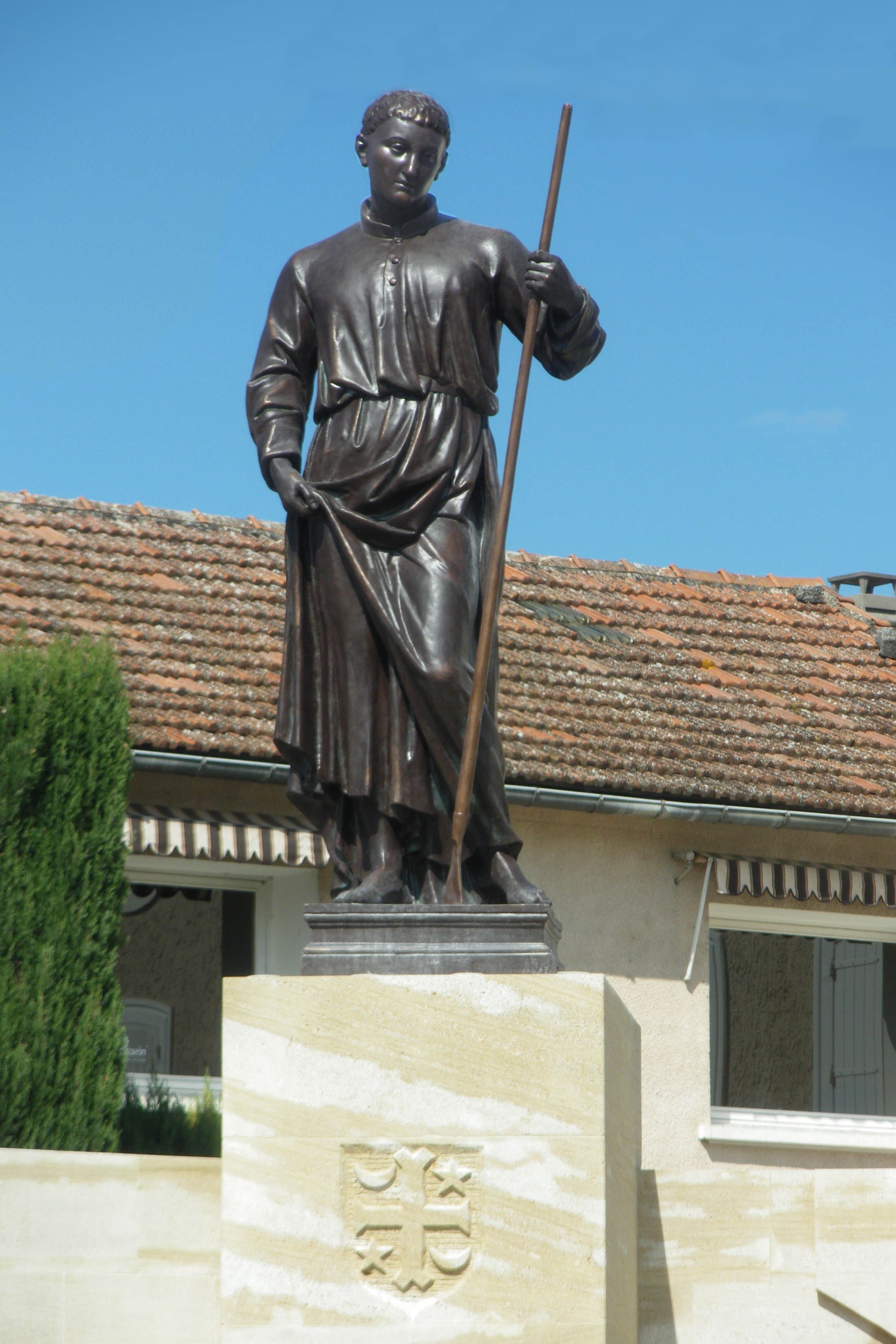
Statue von Saint Gens in Monteux

Gens Bournarel bzw. Saint Gens oder Gentius der Einsiedler (* 1104 in Monteux; † 16. Mai 1127 bei Le Beaucet) war ein französischer Eremit und Heiliger.

## Legenden und Wunder
Der Legende nach zog sich Gens Bournarel, der in seinem Geburtsort Monteux als Einfaltspinsel galt, als junger Kuhhirte in ein abgelegenes Tal oberhalb von Le Beaucet zurück, um dort allein mit zwei Kühen das Land zu bearbeiten und zu beten. Es gelang ihm, einen Wolf zu fangen, der gerade eine seiner Kühe gerissen hatte, und ihn anstelle der toten Kuh zum Pflügen einzusetzen.
Als es zu einer großen Dürre kam, baten die Einwohner von Monteux um die Rückkehr des jungen Mannes, denn sie glaubten, für ihre Herzenshärte gegen ihn eine himmlische Strafe zu bekommen. Nachdem er akzeptiert worden war, ging Gens mit seiner Mutter spazieren, als sie durstig wurde. Er steckte zwei Finger in den Felsen und ließ zwei Quellen aus ihm sprudeln, eine aus Wein und die andere aus Wasser. Als sie in Monteux ankamen, begann es endlich wieder zu regnen.
Gens kehrte in sein Tal bei Le Beaucet zurück, wo er am 16. Mai 1127 starb.

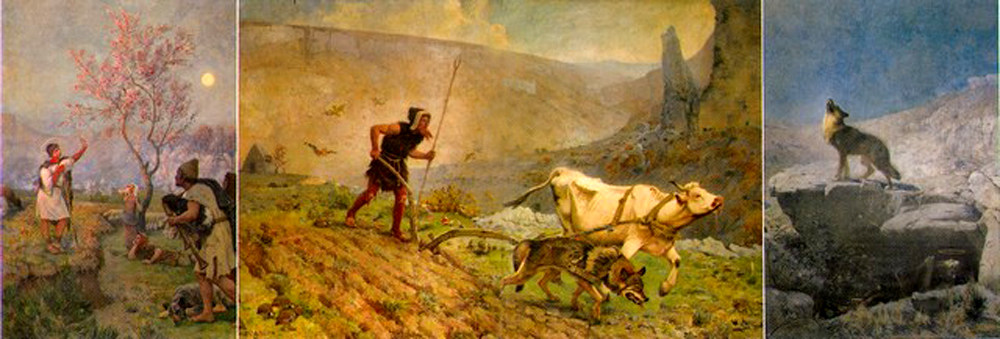
Triptychon des Saint Gens von Paul Vayson

## Einsiedelei
Kurz nach seinem Tod wurde in der Nähe seines Grabes südlich von Le Beaucet die Kirche Saint Gens errichtet. Von ihr ist nur noch der Chorraum erhalten, der mit einer mit einem Tetramorph geschmückten Trompenkuppel überdacht ist, die 1884 in eine größere Kirche eingegliedert wurde. Im Innern des Kirchenschiffs hängen die von verschiedenen Dörfern der Provence gestifteten Banner. Ein von Oratorien gesäumter Weg führt zu der Wunderquelle.
In einer Kapelle der Kirche befindet sich ein Reliquienschrein, der die Gebeine des Saint Gens enthält und seit 2018 als Monument historique eingetragen ist.

## Wallfahrt nach Saint-Gens

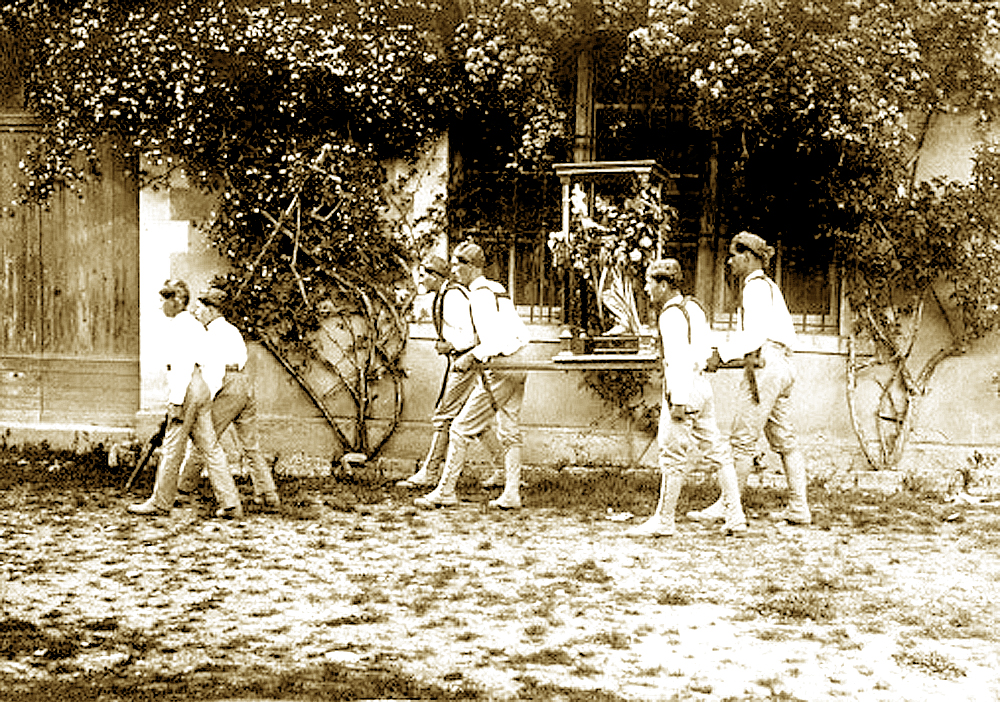
Transport der Statue auf einer alten Postkarte Anfang des 20. Jahrhunderts

Um im trockenen Mai Regen herbeizuführen, tragen die Mitglieder der Bruderschaft von Saint-Gens-de-Monteux eine Statue des Heiligen einen 17 km langen Weg bis zur Einsiedelei bei Le Beaucet. Am nächsten Tag wird dort das Bußkreuz im Laufschritt getragen. Bei der Rückreise wird der Heilige in einer Prozession wieder zurück zu seiner Kirche geführt.